# Chrysothemis semiclausa
Chrysothemis semiclausa är en tvåhjärtbladig växtart som först beskrevs av Johannes von Hanstein, och fick sitt nu gällande namn av Leeuwenb.. Chrysothemis semiclausa ingår i släktet Chrysothemis och familjen Gesneriaceae. Inga underarter finns listade i Catalogue of Life.